# Temporada de furacões no Pacífico de 1974

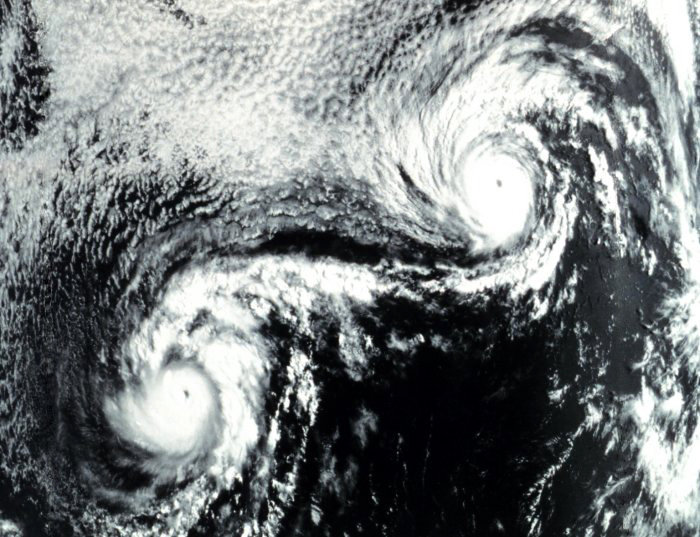
Furacões Ione (esquerda) e Kirsten (direita) passando por uma interação Fujiwhara em agosto de 1974

A temporada de furacões no Pacífico de 1974 apresentou um dos períodos mais ativos de ciclones tropicais já registados, com cinco tempestades ocorrendo simultaneamente. A temporada começou oficialmente em 15 de maio no Pacífico oriental e 1 de junho no Pacífico central, e durou até 30 de novembro. Essas datas delimitam convencionalmente o período de cada ano em que a maioria dos ciclones tropicais se forma no nordeste do Oceano Pacífico.
Com 17 tempestades nomeadas e 11 furacões, esta temporada foi ligeiramente acima da média. Uma tempestade tropical adicional também se formou no Pacífico Central. O ano também apresentou um período em que seis sistemas, Ione, Olive, Kirsten, Lorraine, Joyce e Maggie, estavam todos ativos ao mesmo tempo em 26 de agosto, uma ocorrência muito incomum. Na época, Olive era uma tempestade do Pacífico Central que havia enfraquecido para uma depressão tropical, enquanto as outras cinco eram pelo menos de intensidade de tempestade tropical simultaneamente e assim permaneceram até o início de 27 de agosto Cinco tempestades também estiveram ativas entre a noite de 23 de agosto e na manhã de 24 de agosto.

## Resumo da temporada

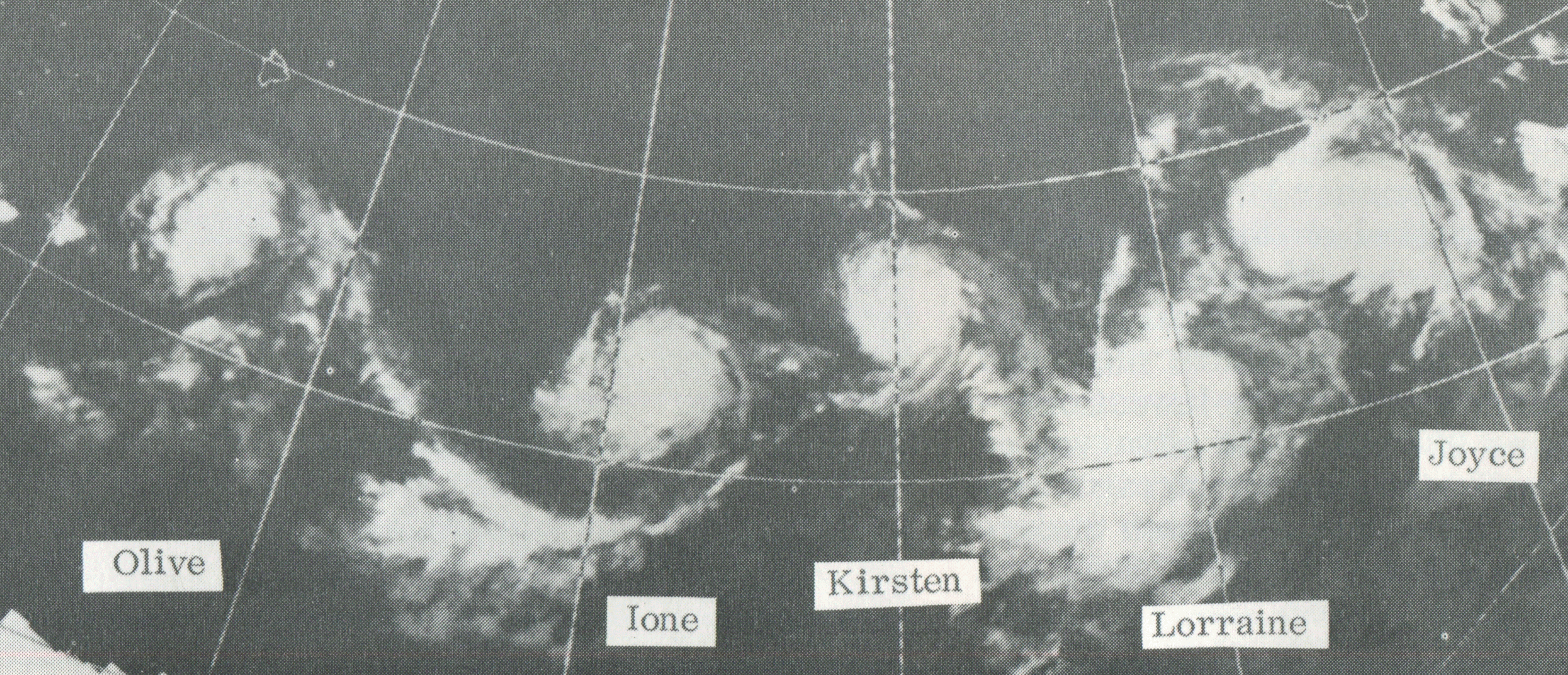
Esta imagem de satélite meteorológico (da esquerda para a direita) dos ciclones tropicais Olive, Ione, Kirsten, Lorraine e Joyce foi obtida em 23 de agosto de 1974

A atividade geral da temporada de 1974 foi quase normal, com 25 ciclones tropicais  em desenvolvimento. Destas tempestades, 18 foram nomeadas, 11 tornaram-se furacões e 3 alcançaram o status de furacão importante. Embora o número total de tempestades tenha sido normal, um período excepcionalmente ativo ocorreu a partir de 19 de agosto a 1 de setembro. Durante este período de duas semanas, seis tempestades se desenvolveram, cinco das quais estavam ativas simultaneamente em 23 de agosto: Ione, Joyce, Kirsten, Lorraine e Olive. Dos 447 boletins da temporada, 139 foram publicados nesse período.

## Sistemas

### Tempestade tropical Aletta
Um distúrbio tropical formou-se ao sul do Golfo de Tehuantepec em 24 de maio; as temperaturas da superfície do mar (TSM) na área foram de cerca de 31 °C (88 °F). O distúrbio se organizou lentamente nas 60 horas seguintes, à medida que se destacava da Zona de Convergência Intertropical (ITCZ). Em 28 de maio, a tempestade tropical Aletta foi formada. Ele recurvou para o nordeste e atingiu o oeste do México em 30 de maio. Os efeitos foram mínimos.

### Tempestade Tropical Blanca
Blanca foi formada oficialmente em 5 de junho e se dissipou em 8 de junho devido às temperaturas da superfície serem mais frias do que os 80 ° F para atividade tropical. Blanca nunca teve a chance de impactar a terra e se tivesse atingido sua intensidade máxima, nunca teria feito muito, já que suas velocidades máximas de vento eram de 60 mph. Blanca também foi a segunda tempestade nomeada da temporada, começando a temporada de furacões de forma muito fraca. O peso da temporada começaria 2 meses depois, no final de agosto.

### Furacão Connie
O furacão Connie foi o primeiro grande furacão. Tomou um caminho bizarro e sinuoso, mas nunca atingiu o continente. Nunca se esperou que Connie fizesse landfall por causa de onde se formou e do caminho que tomou. A faixa de Connie era única com 2 curvas principais e potencialmente 1 loop.

### Furacão Dolores
Em 13 de junho, um distúrbio tropical ao sul do México mostrou sinais de desenvolvimento. No dia seguinte, o sistema evoluiu rapidamente para a Tempestade Tropical Dolores. Em 15 de junho, uma característica semelhante a um olho apareceu em imagens de satélite quando Dolores atingiu o status de furacão. Com ventos de pico de 130 km/h (80 mph), a tempestade atingiu a costa perto de Acapulco. Uma vez em terra, Dolores se dissipou rapidamente e foi observada pela última vez em 17 de junho.
Em todo o sudoeste do México, o furacão Dolores produziu fortes chuvas que provocaram inundações e deslizamentos generalizados. Numerosas estradas sofreram danos, separando as comunidades das áreas vizinhas. Pelo menos 18 pessoas morreram e 32 ficaram feridas pela tempestade. Além disso, cerca de 173.000 pessoas foram afetadas em todo o país.

### Tempestade tropical Eileen
No final de junho, um distúrbio tropical se desenvolveu bem no sudoeste do México. Em 30 de junho, convecção suficiente havia se desenvolvido sobre uma área recém-formada de baixa pressão para justificar avisos em uma depressão tropical. Seguindo para o norte,  o sistema gradualmente atingiu a intensidade da tempestade tropical. Devido à falta de observações diretas, a intensidade de Eileen foi baseada somente em estimativas de satélite; essas estimativas indicaram que o ciclone atingiu o pico de ventos de 64 km/h (40 mph) e uma pressão mínima de 997 mbar (hPa; 29,44 inHg). Em 2 de julho, Eileen entrou em uma região de ar estável, fazendo com que a convecção diminuísse. A tempestade degenerou em uma baixa não convectiva no final de 3 de julho ao virar para noroeste. Os remanescentes de Eileen foram observados pela última vez em 4 de julho bem ao sudoeste da ponta sul da Baja California.

### Furacão Francesca
Francesca foi um furacão de categoria 1. Ele se aproximou da Baja California no dia 17, mas foi embora antes de atingir.

### Furacão Gretchen
Gretchen foi um furacão de categoria 2 que ameaçou o sul da Baja California, mas se afastou sem afetar a terra.

### Tempestade tropical Helga
Helga foi uma tempestade que não afetou a terra.

### Furacão Ione
Em 19 de agosto, um distúrbio tropical foi identificado próximo à Zona de Convergência Intertropical bem a leste-sudeste do Havaí. Na manhã seguinte, o sistema desenvolveu-se em uma depressão tropical, seguindo em direção ao oeste-noroeste. Mais tarde em 20 de agosto, a depressão intensificou-se para a tempestade tropical Ione. No entanto, o ar frio de um campo de estratocumulus próximo ficou preso na circulação de Ione, fazendo com que enfraquecesse para uma depressão 24 horas mais tarde. Agora movendo-se para o oeste-sudoeste, o sistema permaneceu fraco por quase dois dias. Em 23 de agosto, Ione intensificou-se rapidamente à medida que a convecção se aprofundou e uma feição ocular apareceu nas imagens de satélite. A tempestade posteriormente atingiu o status de furacão naquela noite, antes de cruzar 140 ° W e entrar no Pacífico Central.
Intensificação desacelerou em 24 de agosto, pois Ione atingiu ventos superiores a 160 km/h (100 mph). No dia seguinte, o sistema virou para o norte e atingiu seu pico de intensidade no final de 25 de agosto com ventos de 185 km/h (115 mph). Além disso, a tempestade atingiu uma pressão central mínima estimada de 954 mbar (hPa; 28,17 inHg). Pouco depois de atingir esta intensidade, Ione enfraqueceu ao iniciar uma curva em forma de U, seguindo para nordeste antes de virar para sudoeste. Durante a tarde de 27 de agosto, o sistema foi rebaixado para uma tempestade tropical. Em 29 de agosto, Ione enfraqueceu ainda mais para uma depressão tropical e adquiriu uma trilha para o oeste antes de se dissipar ao sul do Havaí em 31 de agosto.

### Tempestade tropical Olive
Em 21 de agosto, apenas um dia após a formação de Ione, outro distúrbio formou-se ao longo do ITCZ e evoluiu para uma depressão tropical no dia seguinte. Seguindo geralmente para o oeste, o sistema se organizou lentamente. Em 23 de agosto, a depressão intensificou-se na tempestade tropical Olive bem ao sul do Havaí. Olive atingiu brevemente ventos de 72 km/h (45 mph) antes de enfraquecer para uma depressão tropical em 24 de agosto. A convecção diminuiu nos próximos 30 horas e Olive degenerou em um distúrbio em 25 de agosto O vórtice remanescente da tempestade foi observado pela última vez em 26 de agosto aproximadamente 210 mi (340 km) a sudeste de Johnston Island.

### Furacão Joyce
Joyce foi um furacão fraco que não afetou a terra.

### Furacão Kirsten
O furacão Kirsten seguiu um caminho errático. Depois de viajar para o noroeste por um tempo, ele inverteu a direção e retrocedeu até quase onde começou. Em seguida, ele inverteu a direção novamente e passou por uma interação de Fujiwhara com o furacão Ione.

### Tempestade tropical Lorraine
A tempestade tropical Lorraine tomou um caminho irregular em forma de Z durante sua vida. Ele se formou em 23 de agosto e se dissipou em 28 de agosto.

### Furacão Maggie
O furacão Maggie foi a tempestade mais forte da temporada. Alcançou a categoria 4, mas nunca ameaçou terra.

### Furacão Norma
Em 7 de setembro, uma grande área de tempestades foi identificada a sudoeste do México. Nos dois dias seguintes, o sistema se organizou gradualmente conforme se movia para o noroeste e foi declarado uma depressão tropical em 9 de setembro Ao ser classificada como depressão, a tempestade adquiriu um traçado mais ao norte e logo atingiu o status de tempestade tropical. A recém-batizada tempestade tropical Norma manteve uma rota geral para o norte em direção ao México. Em 10 de setembro, Norma fortaleceu-se brevemente em um furacão, com ventos de pico estimados em 121 km/h (75 mph) antes de aterrissar a oeste de Acapulco.  Poucas horas depois de se deslocar para a costa, a tempestade se deteriorou rapidamente e se dissipou mais tarde naquele dia.

As fortes chuvas produzidas por Norma provocaram deslizamentos de terra em e ao redor de Acapulco, resultando em três mortes.

### Furacão Orlene
Em 19 de setembro, categoria 2 O furacão Fifi atingiu Placencia, Belize, logo abaixo de sua intensidade máxima, tornando-se o terceiro furacão mais mortal do Atlântico já registado. Fifi enfraqueceu rapidamente sobre a terra, mas foi capaz de permanecer uma depressão tropical antes de cruzar para o Pacífico leste e interagir com outro distúrbio em 21 de setembro. O sistema fortaleceu-se em uma tempestade tropical e foi renomeado como Tempestade Tropical Orlene em 22 de setembro, embora não esteja claro como exatamente Fifi influenciou a formação de Orlene. Orlene se intensificou gradualmente ao abraçar a costa do oeste do México, tornando-se novamente um furacão em 23 de setembro quando começou a recurvar para o norte-nordeste. Orlene alcançou a categoria 2 intensidade quando um pequeno olho se desenvolveu e a tempestade atingiu o continente com intensidade máxima no noroeste do México. Ele enfraqueceu rapidamente e tornou-se um ponto baixo remanescente apenas seis horas após o desembarque. A baixa continuou por mais várias horas antes de se dissipar nas montanhas do norte do México. 

Não houve relatos de vítimas ou grandes danos no México de Fifi ou Orlene, embora relatórios de Acapulco indicassem que 280 mm (11 in) de chuva caiu em um intervalo de seis horas em 22 de setembro. A umidade remanescente do furacão trouxe pouca chuva também em partes do Arizona.

### Furacão Patricia
Em 3 de outubro, uma área de mau tempo foi identificada várias centenas de milhas a sudoeste de El Salvador. No dia seguinte, uma área de baixa pressão se desenvolveu dentro do distúrbio e foi posteriormente declarada uma depressão tropical. Seguindo na direção oeste-noroeste, a depressão acabou se intensificando na tempestade tropical Patricia em 6 de outubro à luz de um significativo na convecção. No dia seguinte, um olho irregular se desenvolveu e a tempestade tornou-se um furacão. A intensificação continuou ao longo da noite de 9 de outubro, em que Patricia atingiu seu pico de intensidade com ventos estimados em 140 km/h (90 mph). Depois de um dia de pico, o furacão virou para sudoeste e enfraqueceu. A degradação gradual da tempestade ocorreu nos próximos dias com pouca convecção presente no sistema em 11 de outubro Nessa época, Patricia havia enfraquecido para uma depressão tropical. Em 15 de outubro, Patricia foi desclassificada como ciclone tropical, pois apenas uma circulação de baixo nível sem convecção permaneceu. Os resquícios da tempestade foram observados pela última vez em 17 de outubro bem ao leste-sudeste do Hav aí. 

### Tempestade tropical Rosalie
Em 18 de outubro, atividade de tempestade pronunciada desenvolvida ao longo do ITCZ. Gradualmente, um distúrbio tropical formou-se nesta região bem a oeste-sudoeste do México. Durante a manhã de 20 de outubro, a convecção aumentou rapidamente e o sistema foi classificado como Tempestade Tropical Rosalie. Imagens de satélite visíveis revelaram apenas uma área "oval" de tempestades sem feições de bandas. Seguindo geralmente para o oeste-sudoeste, Rosalie atingiu seu pico de intensidade com ventos estimados em torno de 105 km/h (65 mph) em 21 de outubro.  Mais tarde naquele dia, o sistema se aproximou de uma área de ar mais estável. O enfraquecimento gradual se seguiu ao longo dos dias seguintes, com Rosalie se degradando ao status de depressão tropical em 23 de outubro.  Sem convecção, o redemoinho remanescente de Rosalie foi notado pela última vez em 24 de outubro bem ao sudeste do Havaí.

### Outros sistemas
Além das dezoito tempestades nomeadas, ocorreram sete depressões tropicais no decorrer da temporada.
- 9 de julho - 13, 56 km/h (35 mph)[13]
- 18 de julho - 20, 56 km/h (35 mph)[14]
- 21 de julho - 26, 56 km/h (35 mph)[15]
- 31 de julho - 11 de agosto, 56 km/h (35 mph) 1001 mbar (hPa; 29,56 inHg)
- 5 de agosto - 7, 56 km/h (35 mph)[16]
- 3 de setembro - 7, 56 km/h (35 mph) 1001 mbar (hPa; 29,56 inHg)
- 14 de outubro-15, 48 km/h (30 mph) 1004 mbar (hPa; 29,65 inHg)

## Nomes de tempestade
Os nomes a seguir foram usados para as tempestades nomeadas que se formaram no Pacífico oriental em 1974. É a mesma lista da temporada de 1970, exceto por Aletta, que substituiu Adele. Esta é a última vez que esta lista foi usada para nomear tempestades, uma vez que a nomenclatura moderna começou em 1978. Apesar disso, os nomes Aletta, Blanca, Dolores, Norma, Orlene, Patricia e Selma foram colocados em listas de nomes modernas.
| - Aletta - Blanca - Connie - Dolores - Eileen - Francesca - Gretchen | - Helga - Ione - Joyce - Kirsten - Lorraine - Maggie - Norma | - Orlene - Patricia - Rosalie - Selma (sem usar) - Toni (sem usar) - Viviam (sem usar) - Winona (sem usar) |

Nesta temporada, o Pacífico Central nomeou as tempestades da lista de tufões do oeste do Pacífico. Um nome, Olive, foi usado.

## Efeitos sazonais
Esta é uma tabela de todas as tempestades na temporada de furacões de 1974 no Pacífico. Inclui suas durações, intensidades de pico, nomes, landfall (s), danos e totais de mortalidade. As mortes entre parênteses são adicionais e indiretas (um exemplo de morte indireta seria um acidente de trânsito), mas ainda estão relacionadas à tempestade. Danos e mortes incluem totais enquanto a tempestade foi extratropical ou uma onda ou uma baixa. Todos os números dos danos são em 1974 USD.

| Escala de Furacões de Saffir-Simpson |    |    |   |   |   |   |   |
| DT                                   | TS | TT | 1 | 2 | 3 | 4 | 5 |

| Aletta                | 28 de maio – 29           | Tempestade tropical | 95 (60)   | 992  | Nenhum                                                       | Nenhum | 0       |  |
| Blanca                | 5 de junho – 8            | Tempestade tropical | 95 (60)   | 992  | Nenhum                                                       | Nenhum | 0       |  |
| Connie                | 7 de junho – 22           | Furacão categoria 3 | 205 (125) | 942  | Nenhum                                                       | Nenhum | 0       |  |
| Dolores               | 14 de junho – 17          | Furacão categoria 1 | 130 (80)  | 973  | México Sudoeste (Guerrero)                                   | 4      | 18 – 28 |  |
| Eileen                | 30 de junho – julho 3     | Tempestade tropical | 65 (40)   | 997  | Nenhum                                                       | Nenhum | 0       |  |
| Depressão             | 9 de julho – 13           | Depressão tropical  | 55 (35)   | N/A  | Nenhum                                                       | Nenhum | 0       |  |
| Francesca             | 14 de julho – 19          | Furacão categoria 1 | 130 (80)  | 973  | Nenhum                                                       | Nenhum | 0       |  |
| Gretchen              | 17 de julho – 21          | Furacão categoria 2 | 155 (100) | 987  | Nenhum                                                       | Nenhum | 0       |  |
| Depressão             | 18 de julho – 20          | Depressão tropical  | 55 (35)   | N/A  | Nenhum                                                       | Nenhum | 0       |  |
| Depressão             | 21 de julho – 26          | Depressão tropical  | 55 (35)   | N/A  | Nenhum                                                       | Nenhum | 0       |  |
| Depressão             | 31 de julho – agosto 11   | Depressão tropical  | 55 (35)   | 1001 | Nenhum                                                       | Nenhum | 0       |  |
| Depressão             | 5 de agosto – 7           | Depressão tropical  | 55 (35)   | N/A  | Nenhum                                                       | Nenhum | 0       |  |
| Helga                 | 10 de agosto – 13         | Tempestade tropical | 75 (45)   | 990  | Nenhum                                                       | Nenhum | 0       |  |
| Ione                  | 20 de agosto – 31         | Furacão categoria 3 | 185 (115) | 954  | Nenhum                                                       | Nenhum | 0       |  |
| Olive                 | 22 de agosto – 25         | Tempestade tropical | 75 (45)   | 1009 | Nenhum                                                       | Nenhum | 0       |  |
| Joyce                 | 22 de agosto – 27         | Furacão categoria 1 | 140 (85)  | 973  | Nenhum                                                       | Nenhum | 0       |  |
| Kirsten               | 22 de agosto – 29         | Furacão categoria 1 | 140 (85)  | 973  | Nenhum                                                       | Nenhum | 0       |  |
| Lorraine              | 23 de agosto – 28         | Tempestade tropical | 85 (50)   | 987  | Nenhum                                                       | Nenhum | 0       |  |
| Maggie                | 26 de agosto – setembro 1 | Furacão categoria 4 | 220 (140) | 928  | Nenhum                                                       | Nenhum | 0       |  |
| Depressão             | 3 de setembro – 7         | Depressão tropical  | 55 (35)   | 1001 | Nenhum                                                       | Nenhum | 0       |  |
| Norma                 | 9 de setembro – 10        | Furacão categoria 1 | 120 (75)  | 978  | México Sudoeste (Guerrero)                                   | N/A    | 3       |  |
| Orlene                | 21 de setembro – 24       | Furacão categoria 2 | 165 (105) | 987  | México Sudoeste, México Ocidental, México Noroeste (Sinaloa) | N/A    | 0       |  |
| Patricia              | 4 de outubro – 15         | Furacão categoria 1 | 150 (90)  | 964  | Nenhum                                                       | Nenhum | 0       |  |
| Depressão             | 14 de outubro – 15        | Depressão tropical  | 45 (30)   | 1004 | Nenhum                                                       | Nenhum | 0       |  |
| Rosalie               | 20 de outubro – 24        | Tempestade tropical | 100 (65)  | 987  | Nenhum                                                       | Nenhum | 0       |  |
| Agregado da temporada |                           |                     |           |      |                                                              |        |         |  |
| 25 sistemas           | 28 de maio – outubro 24   |                     | 220 (140) | 928  |                                                              | 4      | 21 – 31 |  |